# .zm
.zmはザンビアに割り当てられている国別コードトップレベルドメイン(ccTLD)。